# Tubastraea coccinea
Tubastrée orange
Espèce
Statut CITES
Tubastraea coccinea, de nom commun Tubastrée orange, est une espèce de coraux appartenant à la famille des Dendrophylliidae.

## Galerie

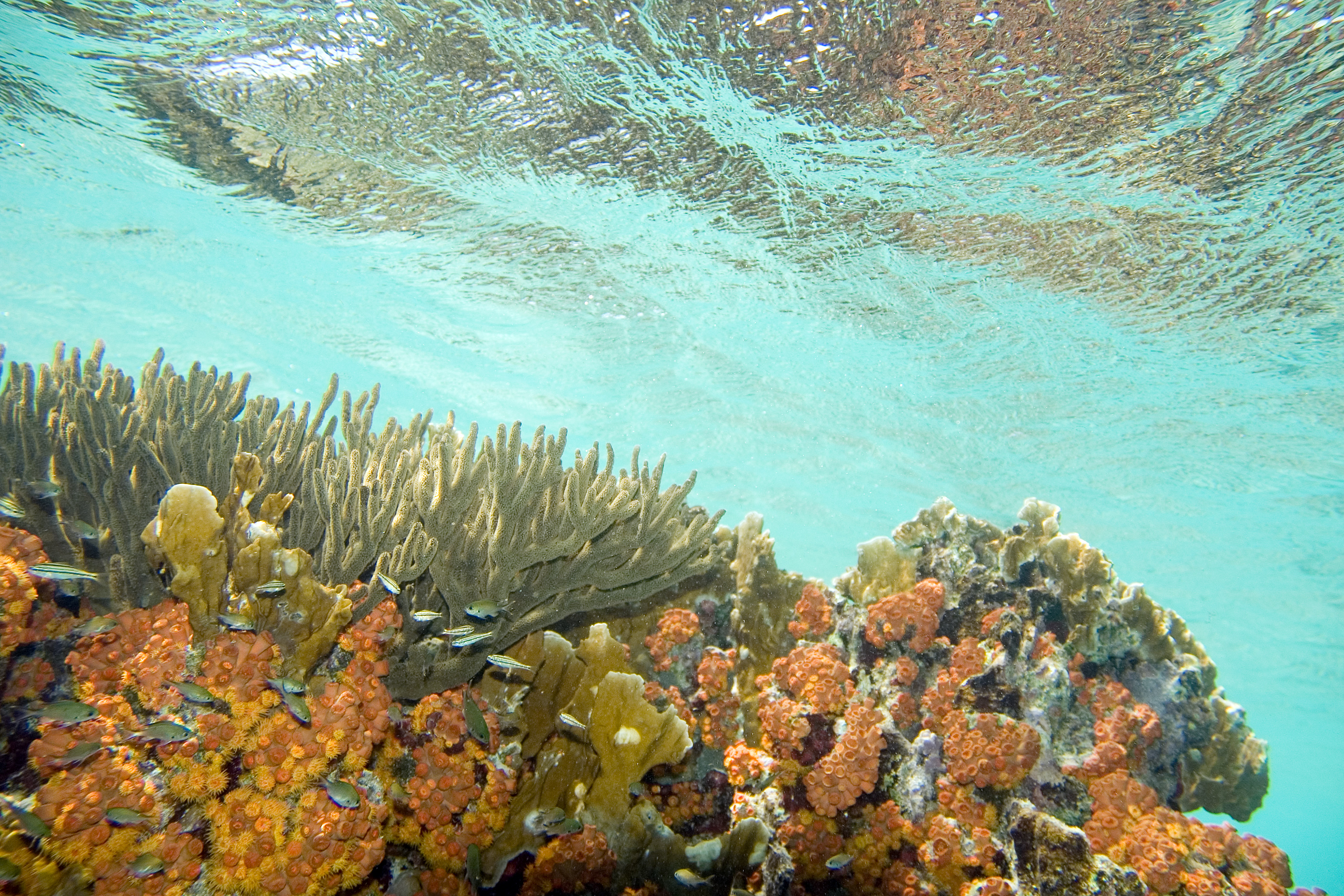
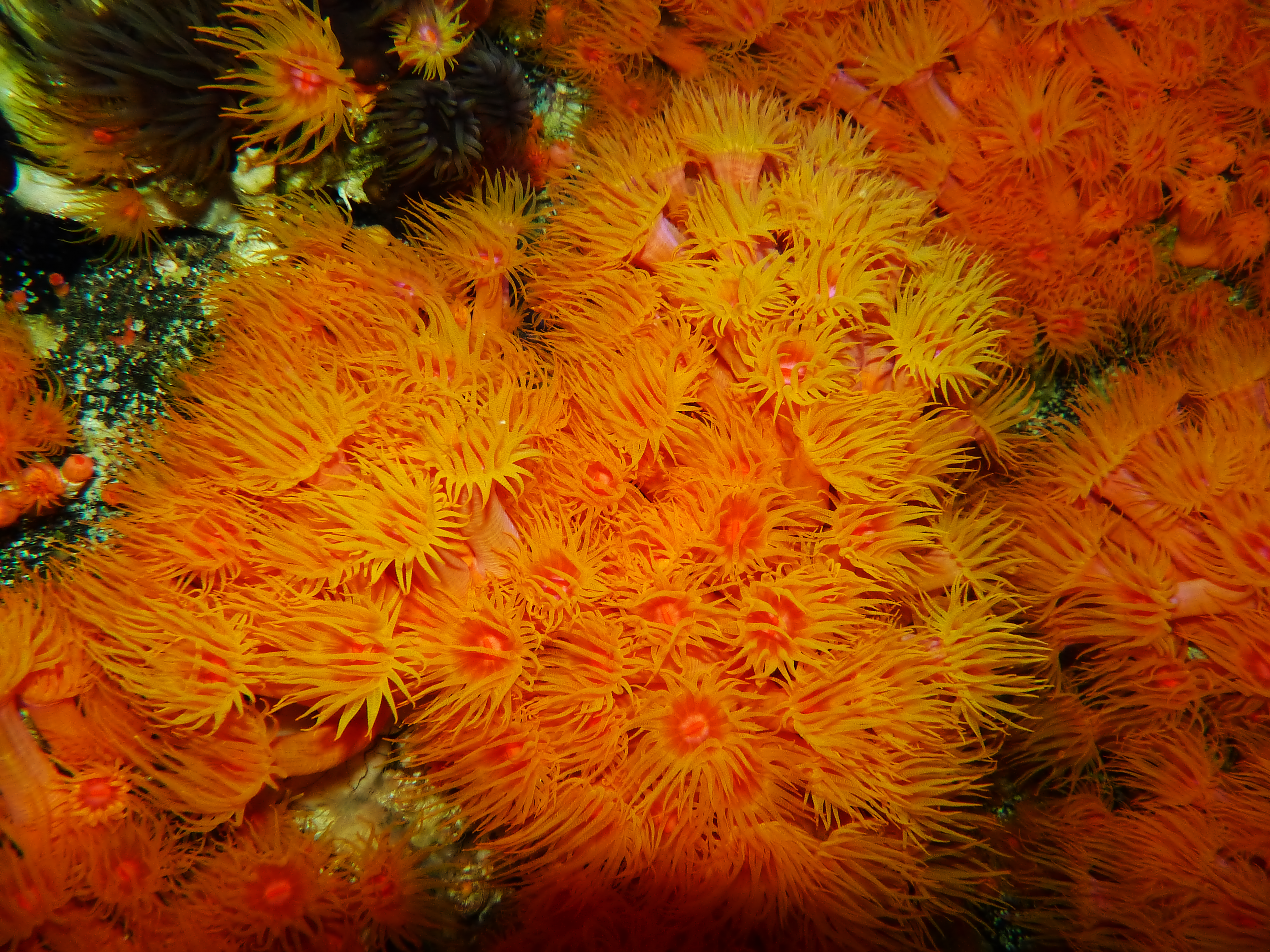
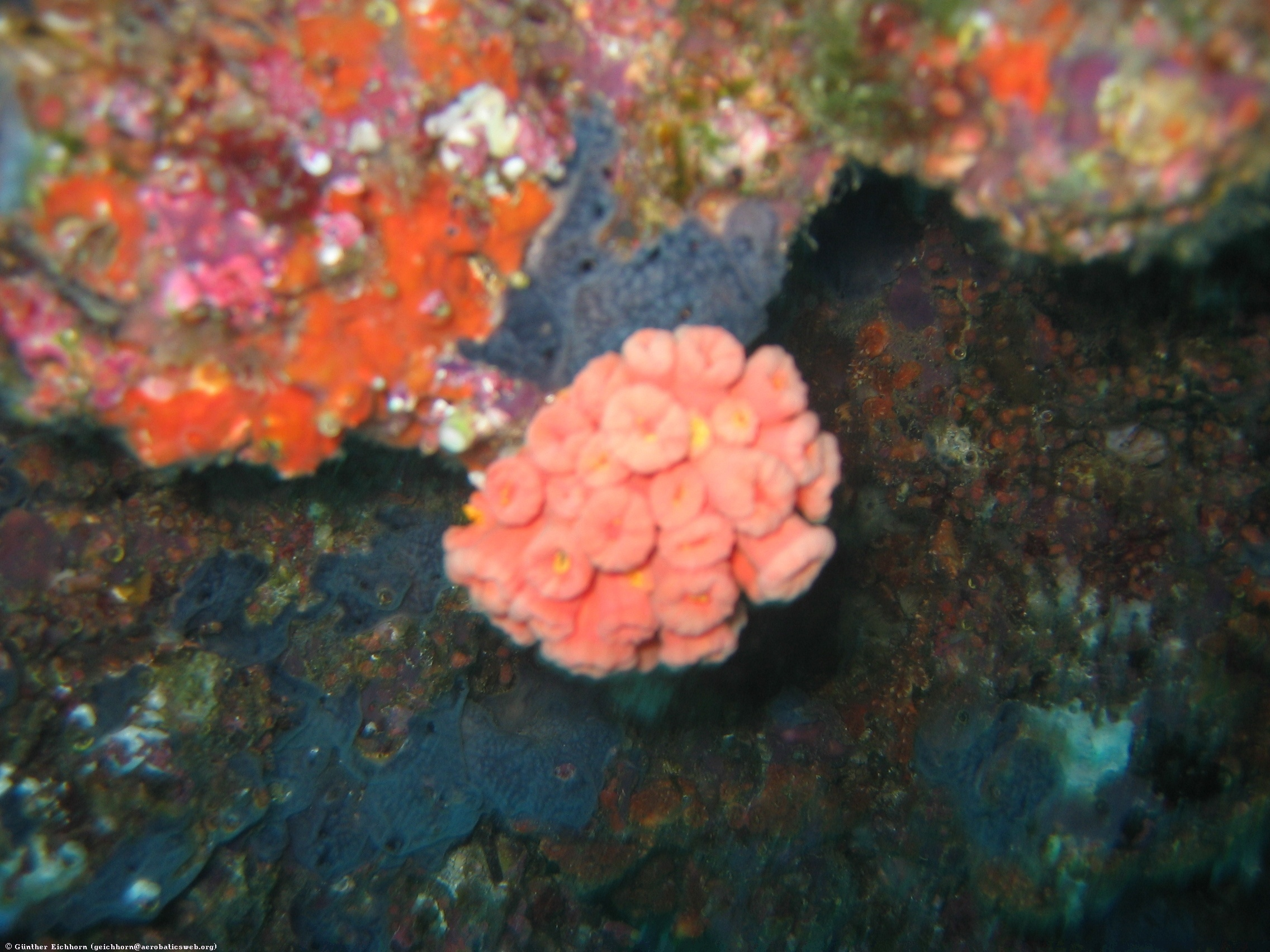
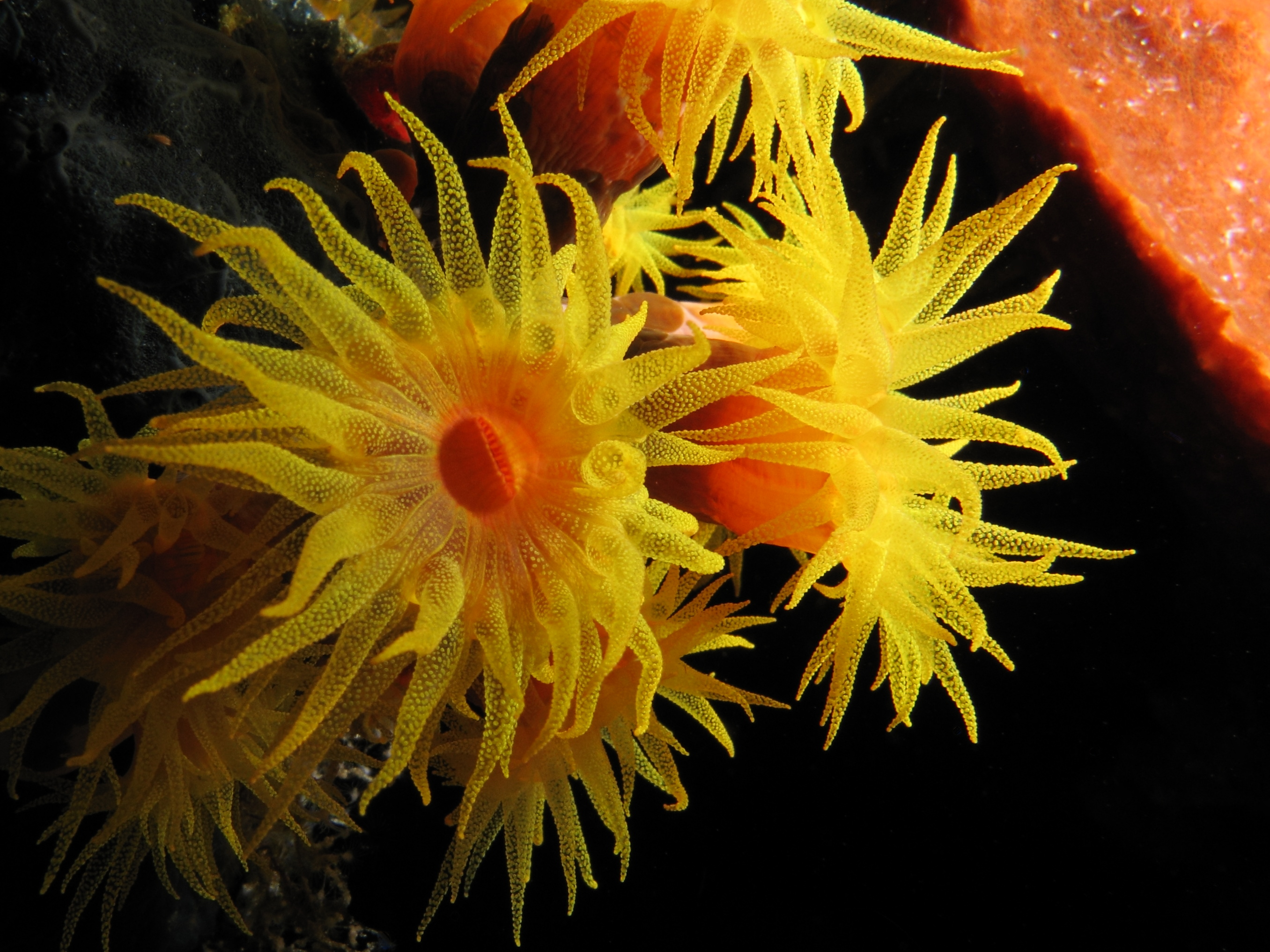